# Alta classe (programma televisivo)
Alta classe, sottotitolato Voglio vivere così, è stato un programma televisivo italiano, andato in onda su Rai 1 il martedì alle 21.40 per dodici puntate dal 7 gennaio al 28 aprile 1992, con la conduzione di Gianni Minà.
Dedicato alla Bussola e ai suoi protagonisti, era prodotto dal suo fondatore Sergio Bernardini insieme a Mimmo D'Alessandro. Gli autori erano lo stesso Minà insieme a Rita Tedesco.

## La trasmissione
Condotto da Gianni Minà, che nella realizzazione si ispirò al suo Blitz, il programma proponeva le esibizioni (musicali e non) di artisti popolari alla Bussola, noto locale della Versilia; nella seconda parte della trasmissione, intervallata dall'edizione di mezza sera del TG1, il conduttore proponeva invece delle interviste ai personaggi dello spettacolo.
La prima puntata era incentrata su Ray Charles, che si esibì anche in diversi duetti con artisti come Dee Dee Bridgewater, Toto Cutugno, Fausto Leali e Lina Sastri. Nei successivi appuntamenti i protagonisti furono, tra gli altri, Milva, Renzo Arbore, Roberto Murolo, Vittorio Gassman, Gino Paoli, Zucchero Fornaciari, Pino Daniele, Paolo Villaggio, Luca Barbarossa.
Il programma era patrocinato dai comuni della Versilia e dalla Regione Toscana, che all'interno della trasmissione promuovevano le Lotterie di Carnevale di Viareggio e Putignano, l'Acqua San Benedetto (che promuoveva anche un concorso a punti) e il turismo della zona attraverso un filmato realizzato da Franco Zeffirelli.
La sigla, di Mario Convertino, era cantata da Mina.

### Accoglienza e successo
La trasmissione ebbe buone recensioni da parte della critica televisiva, che apprezzò in particolar modo la capacità di Gianni Minà di mettersi al servizio dell'ospite; sul piano degli ascolti, il programma non ottenne un grande successo, con un ascolto medio inferiore ai due milioni di telespettatori.